# Sauropus trinervis
Sauropus trinervis är en emblikaväxtart som beskrevs av Joseph Dalton Hooker, Thomas Thomson och Johannes Müller Argoviensis. Sauropus trinervis ingår i släktet Sauropus och familjen emblikaväxter. Inga underarter finns listade i Catalogue of Life.